# Жерново
Жерно́во (рос. Жерново) — присілок у складі Новокузнецького району Кемеровської області, Росія. Входить до складу Красулинського сільського поселення.

## Населення
Населення — 10 осіб (2010; 19 у 2002).
Національний склад (станом на 2002 рік):
- росіяни — 79 %